# リン酸トリメチル
リン酸トリメチル（英: Trimethyl phosphate）は、化学式(CH3O)3POで表されるリン酸トリエステル。TMPとも略される。四面体の分子構造を持つ。

## 合成
アミンの存在下で塩化ホスホリルとメタノールを合成することにより得られる。
POCl3  +  3  CH3OH  +  3 R3N   →     (CH3O)3PO  +  3 R3NH+Cl-

## 用途
合成繊維の染色防止剤、弱極性溶媒、農薬や医薬品の中間原料として使われる。

## 安全性
可燃性であり、燃焼によりリン酸化物を含む有害ガスを生じる。眼、皮膚、気道に刺激性があり、摂取すると神経系に影響を及ぼす。変異原性がある。消防法に定める第4類危険物 第3石油類に該当する。